# Le Roman de Lulu
Pour plus de détails, voir Fiche technique et Distribution.
Le Roman de Lulu est une comédie romantique française réalisée par Pierre-Olivier Scotto, sortie en 2001.

## Synopsis
Roman et Lulu sont en couple depuis cinq ans, et sont toujours aussi amoureux. Roman est un auteur de bande dessinée, Lulu une jeune actrice. Le problème de Roman est qu'il a deux fois l'âge de Lulu. Et que ce n'est pas du tout un problème pour Lulu.
Bien qu'il l'aime toujours, il décide donc de pousser Lulu à rompre avec lui, pour qu'elle fasse sa vie avec quelqu'un de son âge. Il lui présente des jeunes hommes, recontacte une ancienne maitresse, Jeanne, se dispute continuellement avec Lulu.
Mais Lulu ne l'entend pas de cette oreille : bien que Roman multiplie les goujateries, Lulu s'accroche. Elle a une proposition pour tourner un film aux États-Unis, mais refuse de partir tant qu'elle n'est pas persuadée que Roman a cessé de l'aimer. Roman, lui, a du mal à repousser l'amour de Lulu, mais est certain de la justesse de ses actes.
Autour d'eux, Antoine, le père de Lulu et ami de Roman, Marc, un éditeur ami du couple, ainsi que Ben, le coach américain de Lulu, sont témoins de leurs difficultés, et de leur déchirement.

## Fiche technique
- Titre original : Le Roman de Lulu
- Réalisation : Pierre-Olivier Scotto
- Scénario : David Decca, d'après sa pièce éponyme
- Décors : Jean-Vincent Puzos
- Costumes : Tonie Leslie
- Photographie : Christophe Pollock
- Montage : Luc Forveille, Catherine Kelber et Anne Lafarge
- 1er assistant-réalisateur : Laurent Herbiet
- Musique : Charles Court
- Production : Thierry de Ganay
- Sociétés de production : Lambart Productions ; TF1 Films Production (coproduction)
- Société de distribution : BAC Films
- Pays d'origine :  France
- Langue originale : français
- Format : couleur - Format 35 mm
- Genre : comédie romantique
- Durée : 88 minutes
- Dates de sortie :
  - États-Unis : 31 mars 2001 (VCU French Film Festival)
  - France : 18 avril 2001

## Distribution
- Thierry Lhermitte : Roman
- Claire Keim : Lulu
- Patrick Bouchitey : Antoine
- Pierre-Olivier Scotto : Marc
- Cyrielle Clair : Jeanne
- Matthew Géczy : Ben
- Cécile Bois : Judith
- Éric Prat : le psychiatre
- Thierry Beccaro et Thierry Nenez : les automobilistes
- Catherine Eckerle : la mère de Lulu
- Vinciane Millereau : le chauffeur du taxi de Roman
- Raphaël Personnaz : Christophe

## Autour du film
- Le film est tiré d'une pièce écrite par David Decca en 1996, qui l'avait fait interpréter par Sandrine Kiberlain (sa fille), Gérard Darmon, Roger Van Hool et Laurent Bateau[1]. Kiberlain avait alors reçu pour son interprétation le Molière de la révélation théâtrale en 1997.
- C'est le premier film que réalise Pierre-Olivier Scotto, habituellement comédien.